# Онесикрит
Онесикри́т (др.-греч. Ὀνησίκριτος; IV век до н. э.) — древнегреческий историк, писатель

 и мореплаватель, ученик Диогена. Сопровождал Александра Македонского в его азиатских походах.
Во время Индийского похода Александра Онесикрит встречался с нагими философами-гимнософистами. Этот диспут стал первым между индийскими и греческими философами. Онесикрит, возможно, приписал индийским мудрецам, предположительно джайнам, сходное с кинизмом учение, либо, действительно, уловил сходные принципы в двух философских системах. Во время битвы на Гидаспе был кормчим на царском корабле, либо главным кормчим македонского флота. В 326—324 годах до н. э. Онесикрит участвовал в плавании из Гидаспа в Персидский залив. Общее руководство экспедицией было возложено на Неарха, в то время как Онесикрит отвечал за навигацию.
После смерти Александра Македонского Онесикрит написал трактат о его жизни, который был подражанием жизнеописанию Кира II Великого Ксенофонтом. Античные авторы критиковали Онесикрита за склонность к вымыслу, современные оценки его личности и творчества разнятся.

## Биография
Онесикрит родился в семье Филиска на Астипалее или Эгине. Диоген Лаэртский писал, что Онесикрит однажды отправил своего сына Андросфена в Афины, где тот попал под очарование речей Диогена и стал его учеником. Тогда Онесикрит отправил за Андросфеном своего старшего сына Филиска, который тоже решил остаться с Диогеном. После этого за сыновьями в Афины поехал Онесикрит, который также попал под очарование речей Диогена и стал его учеником. Античные историки воспринимали Онесикрита «философом из школы киника Диогена».
Если предположить, что данная история правдива, то к началу Восточного похода Александра Македонского в 334 году до н. э. Онесикриту было более сорока лет. По мнению Г. Берве, он родился до 375 года до н. э. Возможно, вся история о сыновьях Онесикрита является выдумкой, и он был ненамного старше Александра. Во время походов Александра Онесикрит был одним из приближённых македонского царя. Во владениях Таксила в Индии Александр отправил Онесикрита к гимнософистам Калану и Дандамиду. Когда Онесикрит пришёл к индийским мудрецам, то Калан предложил ему раздеться и лишь после этого начать разговор на философские темы. Только так, по мнению индийского мудреца, можно было начать путь к постижению истины. Для Онесикрита такое требование показалось странным, он не понимал, почему нельзя вести философский диспут одетым. Индийские мудрецы поделились мыслями, которые во многом повторяли учение Пифагора, Сократа и Диогена.
Античные историки называют Онесикрита кормчим на царском корабле во время битвы на Гидаспе 326 года до н. э. или главным кормчим македонского флота. Такая высокая должность свидетельствует о знании Онесикритом судовождения.
В 326—324 годах до н. э. Онесикрит участвовал в плавании из Гидаспа, через дельту Инда в Персидский залив. В историографии существует дискуссия относительно его статуса в этой экспедиции. Общее командование флотом было возложено на друга детства Александра Неарха, который на момент начала путешествия не имел должного опыта в мореплавании. Плутарх и Страбон называют Онесикрита «άρχικυβερνήτης», что обычно переводится на русский язык как «главный кормчий». Арриан утверждал, что «в сочинении своем об Александре [Онесикрит] налгал и тут, назвав себя, простого кормчего, навархом». Плиний Старший называл Онесикрита «dux» и «classis praefectis», что соответствовало «наварху». По мнению современных историков, общее руководство экспедицией было возложено на Неарха, в то время как Онесикрит отвечал за навигацию.
На десятый день плавания, в месте слияния Гидаспа и Акесина, македонский флот попал в водоворот и многие корабли были повреждены, что потребовало их длительного ремонта. Э. Бэдиан считал, что это стало следствием некомпетентности Неарха как наварха. По мнению историка, в результате к Неарху был приставлен Онесикрит, который отвечал за навигацию кораблей. В. Хеккель отмечает, что для такого утверждения нет никаких оснований. Онесикрит был главным кормчим царского корабля, который сильно пострадал в водовороте в месте слияния Гидаспа и Акесина. Отмечается, что недостаточно чёткое распределение обязанностей между руководителями экспедиции должно было стать источником конфликта.
Арриан, который при написании своего трактата «Индика» использовал труды Неарха, упоминает разногласие между последним и Онесикритом, который, возможно, стал одним из эпизодов общего конфликта. Когда корабли проходили через Ормузский пролив, македоняне заметили побережье Аравийского полуострова. Онесикрит захотел отклониться от намеченного пути, чтобы исследовать новые земли. Он даже приказал кораблям изменить курс. Против этого резко выступил Неарх, заявив, что Александр отправил их для того чтобы исследовать маршрут из Индии в Месопотамию, а не для того чтобы плавать «по Великому морю». По мнению Арриана, если бы Онесикрит взял верх, то вся экспедиция бы погибла.
По возвращении Онесикрит и Неарх получили от Александра в Сузе золотой венок.
Вскоре после смерти Александра Онесикрит написал, что царь был отравлен. Данное утверждение можно рассматривать в контексте политической борьбы после смерти Александра. Онесикрит, хоть и не назвал конкретных имён, бросал тень на участников пира у Медия, на котором Александр почувствовал недомогание.
Детали дальнейшей жизни Онесикрита неизвестны. Плутарх упоминает о том, как Онесикрит читал своё произведение «царю» Лисимаху. Лисимах стал царём в 306 году до н. э. Соответственно, согласно Плутарху, Онесикрит умер не раньше этого года. Лисимах интересовался философией и, возможно, поэтому приблизил к себе Онесикрита.

## Литературное наследие
Онесикрит написал сочинение о жизни Александра Македонского «О воспитании Александра» (др.-греч. Πῶς Ἀλέξανδρος Ἤχθη), которое не сохранилось. По мнению Л. П. Маринович Онесикрит завершил свой труд около 305 года до н. э. при дворе Лисимаха. Уже Диоген Лаэртский видел в трактате Онесикрита плохое подражание «Киропедии» Ксенофонта, как по сути (Ксенофонт создал образ идеального царя Кира, а Онесикрит — Александра), так и по стилистическим особенностям. Хоть произведение «О воспитании Александра» явно уступало «Киропедии» Ксенофонта и содержало множество вымышленных историй (к примеру, Онесикрит первым описал визит к Александру королевы амазонок Фалестриды), это было одно из первых произведений об Александре Македонском, которое повлияло на формирование образа легендарного македонского царя. Автор стремился, в первую очередь, передать свои впечатления от общения с героем книги и создал «образ философа с оружием в руках». Труд Онесикрита использовали при написании своих произведений Клитарх, Аристобул, Страбон, Плутарх и др.
Труд Онесикрита также повлиял на сочинение Неарха. Бывший наварх завершил свой трактат «Плавание вдоль берегов Индии» после Онесикритова «О воспитании Александра». В нём Неарх полемизирует со своим бывшим кормчим, стремится возвеличить собственные заслуги и нивелировать вклад оппонента.
По мнению В. Хеккеля, политический памфлет «Последние дни и завещание Александра» был подражанием или частью книги Онесикрита.

## Оценки
Страбон считал, что Онесикрита следует назвать «главным кормчим небылиц», а не «кормчим Александра». Он отмечал, что спутники Александра предпочитали басни правде, но Онесикрит превзошёл их по степени вымысла. В то же время античный историк отмечал, что многие сведения Онесикрита правдивы. Арриан тоже критиковал сочинения Онесикрита: «Онесикрит, который в сочинении своём об Александре налгал и тут, назвав себя, простого кормчего, навархом». Авл Геллий, напротив, назвал Онесикрита «древним автором пользующимся большим авторитетом». Лукиан причислил историка к «шайке льстецов» Александра. Со слов писателя один раз царь сказал, что хотел бы воскреснуть после смерти, чтобы увидеть как люди будут воспринимать книгу Онесикрита. «Если они теперь её хвалят и приветствуют, — не удивляйся: они думают, что это является как бы приманкой, на которую каждый из них получит мое благоволение». Ещё один анекдот о том как Александр выбросил труд Аристобула в реку, когда услышал о том как он ударом дротика убил слона индийского правителя, по мнению И. Г. Дройзена, мог относиться к Онесикриту. Не исключено, что такая общая и в целом негативная характеристика Онесикрита вызвана критикой со стороны Неарха, который стремился представить своего оппонента в соответствующем русле «главного кормчего небылиц».
Современные историки по-разному оценивают личность и творчество Онесикрита. Так, для Ф. Шахермайра Онесикрит был «в сущности романтик, который проповедовал новые идеи, а не старался установить историческую истину». Он относился к той когорте современников-летописцев Александра, которые стремились изложить собственные идеи, а не дать объективную историческую картину. Так, если труд Клитарха, в первую очередь, был литературным произведением, а Каллисфена наполнен историческими идеями, то трактат Онесикрита можно рассматривать как философское сочинение. По мнению Ф. Шахермайра, автор при написании книги об Александре наполнил её баснями, которые хотело слышать греческое общество. К таковым он относит появление амазонок в лагере Александра. Плутарх передает анекдот как Онесикрит читал Лисимаху свой труд. Когда он дошёл до прибытия в лагерь амазонок, Лисимах не удержался и спросил: «Где же тогда был я?» По мнению Г. Берве, «Онесикрит дал живой образ Александра, а весь его труд, если бы он сохранился, имел бы „бесценное историческое значение“». Большую ценность труда Онесикрита признавали Г. Страсбургер, Ф. Якоби и Л. Пирсон. Согласно Ф. Якоби, труд Онесикрита был «своеобразным соединением историографии и философской утопии». По мнению Л. Пирсона, труд Онесикрита был преимущественно философским и оказал влияние на стоиков.
У. Тарн и Д. Р. Гамильтон, напротив, считали Онесикрита выдумщиком, который создал аналог героического романа, смешивая исторические факты и вымысел. Автор монографии об Онесикрите Т. Браун считал, что античный автор создавал энкомий Александру и намеренно умалчивал о всём, что могло бы отбросить тень на царя.
Р. Хенниг отмечал большую любознательность Онесикрита, которая проявилась при плавании из Индии в Месопотамию, когда он захотел исследовать Аравийский полуостров. Сведения об Индии авторства Онесикрита были настолько фантастическими, что им не верили даже в античности. По мнению историка, Онесикрит был отважным искателем приключений, который «отнюдь не стремился точно следовать истине». При написании своих трудов он передавал различные слухи и домыслы. Р. Хенниг считал, что Онесикрит не создавал намеренно небылиц, а лишь некритично воспринимал ту или иную информацию. Так, он первым сообщил об острове Тапробана, который, по мнению современных исследователей, представляет собой Шри-Ланку.
Онесикрит описал беседу с индийскими нагими мудрецами-гимнософистами. Он мог приписать им сходное с кинизмом учение, либо, действительно, уловил сходные принципы в двух философских системах. Хоть жизнь Онесикрита мало соответствовала образу киников (с представителями этой школы он был схож разве что участием в далёких путешествиях), он вошёл в историю кинизма как незаурядный пропагандист его идей. Предположительно, Онесикрит изложил учение джайнизма в русле кинизма.

### Исследования
- Бровкин В. В. Киники и эпоха эллинизма // Сибирский философский журнал. — 2018. — Т. 16, № 3. — С. 192—203. — ISSN 2541-7517. — doi:10.25205/2541-7517-2018-16-3-192-203.
- Гафуров Б. Г., Цибукидис Д. И. Александр Македонский и Восток. — М.: Наука, 1980.
- Маринович Л. П. Глава II. Время Александра Македонского // Источниковедение Древней Греции (история эллинизма) / под редакцией проф. В. И. Кузищина. — М.: Издательство Московского университета, 1982.
- Попов А. А. Истоки и зарождение греко-буддизма в Индии и Бактрии // Вестник Санкт-Петербургского государственного института культуры. — 2020. — Вып. 42, № 1. — С. 62—68. — ISSN 2619-0303. — doi:10.30725/2619-0303-2020-1-62-68.
- Солопова М. А. Онесикрит // Античная философия: Энциклопедический словарь. — М.: Прогресс-Традиция, 2008. — 896 с. — ISBN 5-89826-309-0.
- Хенниг Р.[нем.]. Неведомые земли / редакция А. Б. Дитмара. — М.: Издательство иностранной литературы, 1961.
- Шахермайр Ф. Александр Македонский. — Ростов н/Д.: Феникс, 1997. — 576 с. — ISBN 5-85880-313-Х.
- Шифман И. Ш. Александр Македонский / ответственный редактор Э. Д. Фролов. — Л.: Наука, 1988. — ISBN 5-02-027233-7.
- Шофман А. С. Восточная политика Александра Македонского / Печатается по постановлению редакционно-издательского совета Казанского университета. Отв. редактор В. Д. Жигунин. — Казань: Издательство Казанского университета, 1976.
- Badian E. Nearchus the Cretan (англ.) // Studies in the Greek Historians. — Cambridge University Press, 1975. — Vol. 24. — P. 147—170. — doi:10.1017/cbo9780511933769.009.
- Berve H. Das Alexanderreich auf prosopographischer Grundlage (нем.). — München: C. H. Beck`sche Verlagsbuchhandlung, 1926. — Vol. 2.
- Brown T. S. Onesicritus; a study in Hellenistic historiography (англ.). — Berkeley; Los Angeles: University of California Press, 1949. — (Publications in History. Vol. XXXIX).
- Heckel W. Who's Who in the Age of Alexander and his Successors. From Chaironea to Ipsos (338—301 BC) (англ.). — Barnsley: Greenhill Books, 2021. — 554 p. — ISBN 978-1-78438-648-1.
- Г. Страсбургер. Onesikritos // Paulys Realencyclopädie der classischen Altertumswissenschaft :  [нем.] / Georg Wissowa. — Stuttgart : J. B. Metzler’sche Verlagsbuchhandlung, 1939. — Bd. XVIII, 1. — Kol. 460—467.